# FAITH/Thousand Lights
「FAITH/Thousand Lights」（フェイス/サウザンド ライツ）は、Ruppinaの通算3作目のシングル。2003年8月20日にavex traxよりリリース。

## 解説
「FAITH」はファーストシングル「Free Will」に続いてフジテレビ系アニメ『ONE PIECE』エンディングテーマに起用された。
「Thousand Lights」はテレビ東京系『プラチナチケット』内コーナー「ラヴ・ダウト」テーマソングに起用された。

## 収録曲
1. FAITH [4:18] 
作詞：Mai Kudo / 作曲：Fumio Yasuda / 編曲：Naoto Suzuki
フジテレビ系アニメ『ONE PIECE』10thエンディングテーマ
2. Thousand Lights [4:42] 
作詞：Mai Kudo / 作曲：Fumio Yasuda / 編曲：ats-
テレビ東京系『プラチナチケット』内コーナー「ラヴ・ダウト」テーマソング
3. FAITH (Instrumental) [4:19]
4. Thousand Lights (Instrumental) [4:42]